# Flores Costa Cuca
Flores Costa Cuca è un comune del Guatemala facente parte del dipartimento di Quetzaltenango.
La zona era già abitata in epoca precolombiana, come testimoniano diversi reperti archeologici rinvenuti sul territorio; il comune venne istituito il 18 dicembre 1900.